# Karim Benyamina
Pour les articles homonymes, voir Benyamina.
Karim Benyamina (arabe : كريم بن يمينة) né le 18 décembre 1981 à Dresde, en Allemagne, est un footballeur international algérien qui évolue au poste d'attaquant.
Il compte 2 sélections en équipe nationale depuis 2010.

## Carrière
Le 26 septembre 2009, il marque un but lors d'un match de championnat contre le Rot Weiss Ahlen, qui lui permet de devenir le meilleur buteur de l'histoire de l'Union Berlin avec 87 buts en 212 matchs toutes compétitions confondues.
Benyamina honore sa première cape en équipe d'Algérie face au Luxembourg en 2010. Il dispute également une rencontre contre la Tanzanie en septembre 2011.
Son frère cadet, Soufian Benyamina (de), est lui aussi footballeur professionnel.

## Palmarès
- FC Union Berlin
  - Champion de NOFV-Oberliga Nord en 2006
  - Champion de 3.Bundesliga en 2009